# Ивановка (Петровский сельский совет)
Ивановка (укр. Іванівка; до 1821 — хутор Букский, укр. Буцький) — село, 
Петровский сельский совет,
Шевченковский район,
Харьковская область.
Код КОАТУУ — 6325785705. Население по переписи 2001 года составляет 91 (39/52 м/ж) человек.

## Географическое положение
Село Ивановка находится на берегу Ивановского водохранилища, расположенного на реке Гусинка. Выше по течению примыкает село Новониколаевка, ниже по течению на расстоянии в 1,5 км расположено село Аркадевка.

## История
- Середина XVIII в. — дата основания как хутор Букский.
- 1821 — переименовано в село Ивановка.